# Comuna Șceaslîvka, Domanivka
Șceaslîvka (în ucraineană Щасливка) este o comună în raionul Domanivka, regiunea Mîkolaiiv, Ucraina, formată din satele Kuznețove, Șceaslîvka (reședința), Trudoliubivka și Volodîmîrivka.

## Demografie
Componența lingvistică a comunei Șceaslîvka
     Ucraineană (93,76%)
     Română (3,15%)
     Rusă (2,46%)
     Alte limbi (0,12%)
Conform recensământului din 2001, majoritatea populației comunei Șceaslîvka era vorbitoare de ucraineană (93,76%), existând în minoritate și vorbitori de română (3,15%) și rusă (2,46%).